# Molycria grayi
Molycria grayi är en spindelart som beskrevs av Norman I. Platnick och Baehr 2006. Molycria grayi ingår i släktet Molycria och familjen Prodidomidae. Inga underarter finns listade i Catalogue of Life.